# Mohawk (hrabstwo Montgomery)
Mohawk – miasto w Stanach Zjednoczonych, w stanie Nowy Jork, w hrabstwie Montgomery.